# نوتريست

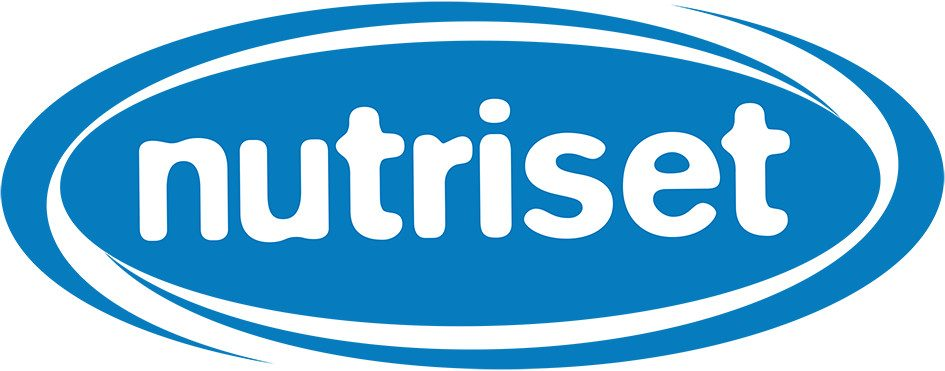

نوتريست (Nutriset) شركة فرنسية مصنعة ومالكة للعلامة التجارية بلمبي نات (Plumpy'nut)، وهو غذاء مكون أساسًا من الفول السوداني يُستخدم في الإغاثة من المجاعة. وقد تم وضع تركيبة هذا الغذاء في عام 1997 بواسطة أندريه بريند، وهو اختصاصي فرنسي في تغذية الأطفال. وتشتري اليونيسيف 90 في المائة من إنتاج ذلك المصنع بغرض المساعدات الإنسانية